# Underwood Dudley
Underwood Dudley (* 6. Januar 1937 in New York City) ist ein US-amerikanischer Mathematiker und Sachbuchautor für Mathematik.
Dudley studierte am Carnegie Institute of Technology und wurde an der University of Michigan 1965 bei William LeVeque promoviert (The distribution modulo 1 of oscillating functions). Er lehrte zwei Jahre an der Ohio State University und danach ab 1967 bis zu seiner Emeritierung 2004 an der DePauw University.
Er war seit 1996 Herausgeber des College Mathematics Journal und des Phi Mu Epsilon Journal. Er ist Verfasser mehrerer populärwissenschaftlicher Mathematikbücher für die Mathematical Association of America (MAA), deren „Pólya Lecturer“ er 1995 war und von der er den Trevor Evans Award für seine Bücher erhielt. Er war auch Herausgeber von zwei mathematischen Buchreihen der MAA.
Unter anderem behandeln seine Bücher Winkeldreiteiler, Kreisquadrierer und andere mathematische Irrwege, weswegen er auch schon erfolglos von William Dilworth, einem Amateur-Mathematiker, verklagt wurde, der meinte, Cantors Diagonalbeweis widerlegt zu haben und darüber 1974 in der Wisconsin Academy of Sciences publiziert hatte. Dilworth, den Dudley in seinem Buch Mathematical Cranks behandelte, ärgerte sich über die Bezeichnung Crank, im Englischen etwa für fanatischer Kauz oder Wirrkopf. In dem Urteil legte der Richter Richard Posner auch die Definition eines Crank vor als eine Person, die aus irrationalen Gründen von einer Idee ohne wissenschaftliche Basis besessen ist, die aus einer Temperamentsneigung heraus ihre Zeit mit einem offensichtlich fehlgeleiteten und aussichtslosen Gedankengang verschwendet.
Dudley hat auch Lehrbücher geschrieben, zum Beispiel über elementare Zahlentheorie.

## Schriften
- The Trisectors, MAA 1996
- Elementary Number Theory, Freeman, San Francisco 1978
- Readings for Calculus, MAA 1993
- Die Macht der Zahl. Was die Numerologie uns weismachen will, Birkhäuser 1999 (englisch: Numerology, or What Pythagoras wrought, MAA 1997)
- Mathematik zwischen Wahn und Witz, Birkhäuser 1995 (englisches Original: Mathematical Cranks, MAA 1992)
- Is Mathematics inevitable ? A Miscellany, MAA 2008
- mit Owen O’Shea The magic numbers of the Professor, MAA 2007
- A guide to elementary number theory, MAA 2010
- A budget of trisections, Springer Verlag 1987